# Fábio Oliveira (rink hockey)
Pour les articles homonymes, voir Fábio Oliveira et Oliveira.
Fábio Oliveira est un joueur international sud-africain de rink hockey.

## Palmarès
En 2015, il participe au championnat du monde de rink hockey en France.